# Jean-Baptiste Joseph Delambre
Pour les articles homonymes, voir Delambre.
Jean-Baptiste Joseph Delambre, né à Amiens le 19 septembre 1749 et mort à Paris le 19 août 1822, est un astronome et mathématicien français. Il a été directeur de l'Observatoire de Paris et a participé à la mesure précise de la longueur du méridien terrestre, à la base de la définition originelle du mètre.

## Biographie

### Jeunesse et formation
Il fait ses premières études à Amiens et sous l'influence de l'abbé Jacques Delille il devient humaniste, et sous celle d'un autre maître[Lequel ?], un helléniste profond.
Il est très lié lors de sa jeunesse à la famille Favart et occupe un poste de précepteur à Compiègne.
En 1774, il s'installe à Paris, où il devient le précepteur du fils de Jean-Claude Geoffroy d'Assy ou Dassy, receveur général des Finances, qui lui facilite ses études en lui permettant de suivre les cours de l'astronome Jérôme Lalande et installe dans les combles de son hôtel d'Assy un observatoire dont il conserve la jouissance après la mort de son propriétaire guillotiné en 1794.

### Carrière d'astronome
En 1781, il publie des tables d'Uranus, planète découverte par William Herschel, ainsi que plusieurs Mémoires.
En 1786, il présente à l'Académie des sciences un compte-rendu d'observation du passage de Mercure devant le Soleil du 4 mai 1786, ce qui marque le début de sa carrière d'astronome observateur.
En 1788, il est élu membre étranger à l'Académie royale des sciences de Suède.
En 1792, il devient associé géomètre de l'Académie des sciences, où il est à partir de 1800, secrétaire pour les sciences mathématiques.
En 1803, il soutient Ampère qui s'est installé à Paris après le décès de sa femme Julie.
Il meurt le 19 août 1822 à Paris, rue du Dragon.
Il est inhumé au cimetière du Père-Lachaise (10e division).

### Définition du mètre
Avec Pierre Méchain, il entreprend la mesure d'un arc du méridien de Paris, entre Dunkerque et Barcelone, pour servir à l'établissement du système métrique. La définition originelle du mètre est en effet la dix millionième partie de la longueur d'un méridien entre l'équateur et le pôle. Cette expédition dure de 1792 à 1799.
Jean-Joseph Tranchot collabore à cette entreprise, avant de devenir, sous Napoléon Bonaparte, cartographe de la Rhénanie.
En 1795, Delambre entre au Bureau des longitudes. Il est nommé inspecteur général des études en 1802 et succède en 1807 à Lalande à la chaire d'astronomie du Collège de France. En 1808, il devient membre du conseil de l'université, dont il est écarté en 1815.

## Honneurs et distinctions

### Titres
- Officier de la Légion d'honneur (1821)
- Chevalier de l'Empire  Le 10 septembre 1808, Delambre est nommé
- Baron de l'Empire (24 août 1811)

### Distinctions
- Prix de l'académie des Sciences (1792) pour ses travaux sur les tables de Vénus

## Postes et fonctions
- Secrétaire de la 1ère classe de l'Institut pour les sciences mathématiques (1800-1802)[7]
- Directeur de l'Observatoire de Paris (1804-1822)

## Publications

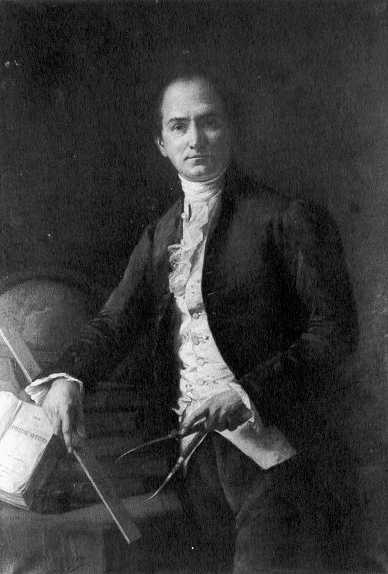
Portrait de Jean-Baptiste Joseph Delambre (1879), par Henri Coroënne, Bibliothèque de l’Observatoire de Paris.

- Méthodes analytiques pour la détermination d'un arc du méridien (Crapelet, Paris, 1799) [lire en ligne].
- Notice historique sur M. Méchain, lue le 5 messidor XIII (Baudouin, Paris, janvier 1806 ; c'est l'éloge de Pierre Méchain, lu à l'Académie par le secrétaire Delambre le 24 juin 1805) [lire en ligne].
- Base du système métrique ou mesure l'arc de méridien (1806-1810), en trois tomes : Tome 1 (1806) Texte en ligne,Tome 2 (1807) Texte en ligne,Tome 3 (1810) Texte en ligne.
- Rapport historique sur le progrès des sciences mathématiques depuis 1799 (Imprimerie Impériale, Paris, 1810) [lire en ligne].
- Abrégé d'astronomie (1813).
- Traité complet d'astronomie théorique et pratique (3 volumes in-4, 1814) [lire en ligne].
- Histoire de l'astronomie, en 3 parties (ancienne, moderne, et du Moyen Âge) (5 volumes, 1817-1827)[8].
- Histoire de l'astronomie au dix-huitième siècle (édité par Claude-Louis Mathieu, Bachelier, Paris, 1827) [lire en ligne].
- Grandeur et figure de la Terre (édité par Guillaume Bigourdan, Gauthiers-Villars, Paris, 1912) [lire en ligne].
- Son Histoire de l'astronomie ancienne porte en frontispice, sous le nom de l'auteur[8] : Chevalier de Saint-Michel et de la Légion d'Honneur, Secrétaire perpétuel de l'Académie royale des sciences pour les mathématiques, professeur d'astronomie au Collège royal de France, membre du bureau des longitudes, des sociétés royales de Londres, d'Upsal et de Copenhague, des Académies de Saint-Pétersbourg, de Berlin, de Suède et de Philadelphie.

Histoire de l'astronomie moderne
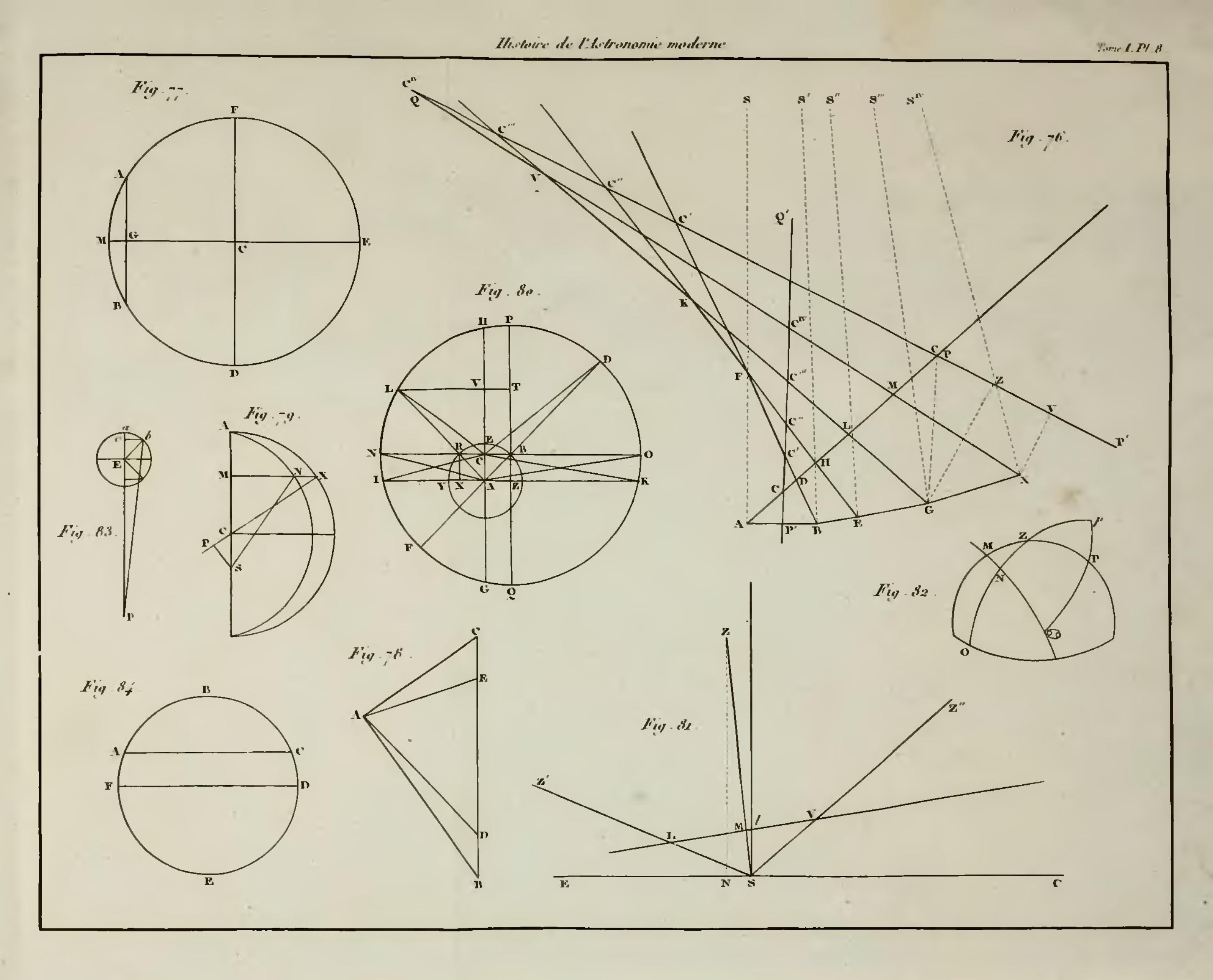
Histoire de l'astronomie moderne, tome 1, 1821, page 819.
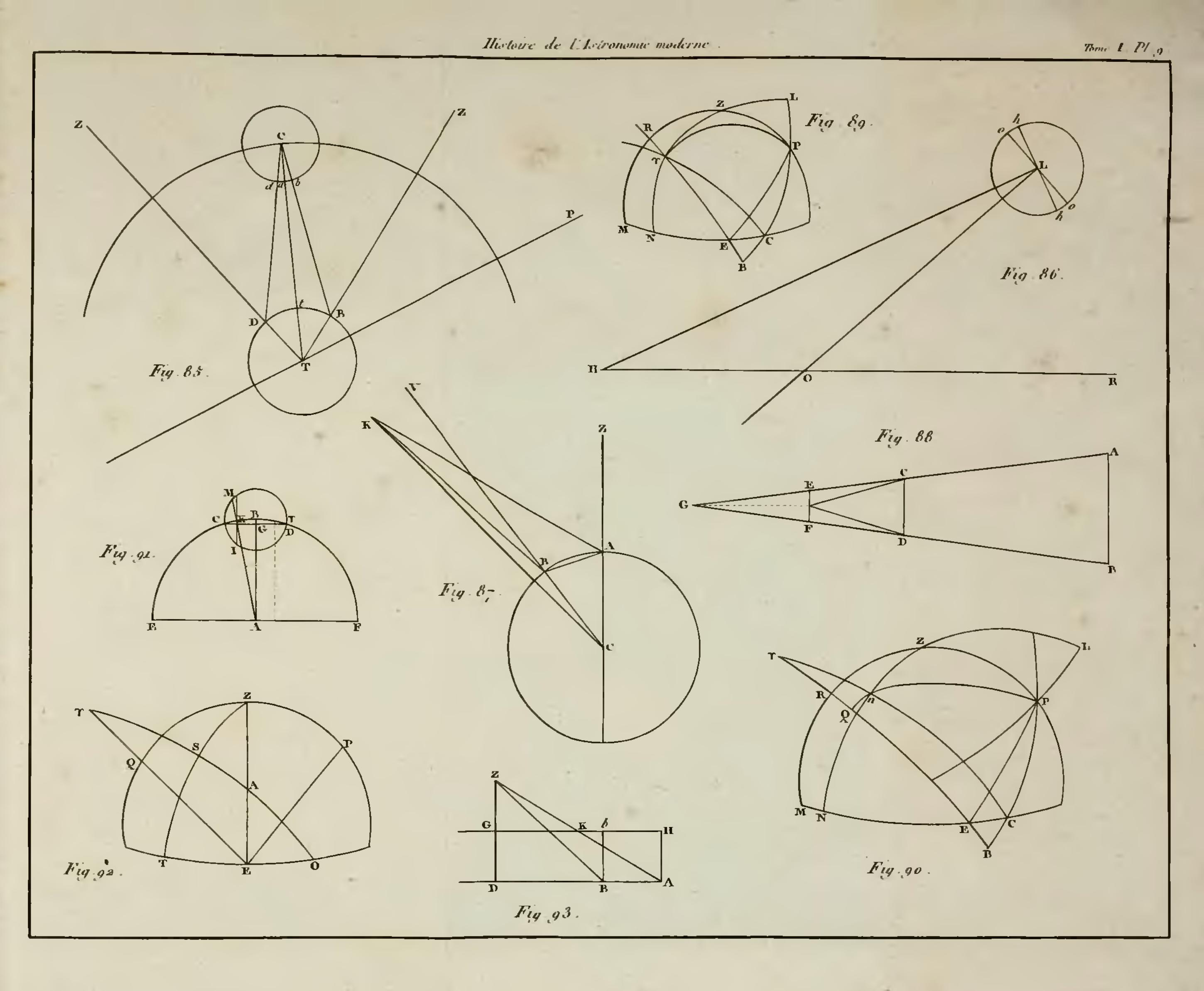
Histoire de l'astronomie moderne, tome 1, 1821, page 821.

- Certains ouvrages sont numérisés sur la Bibliothèque de l'Observatoire de Paris [lire en ligne].

## Hommages

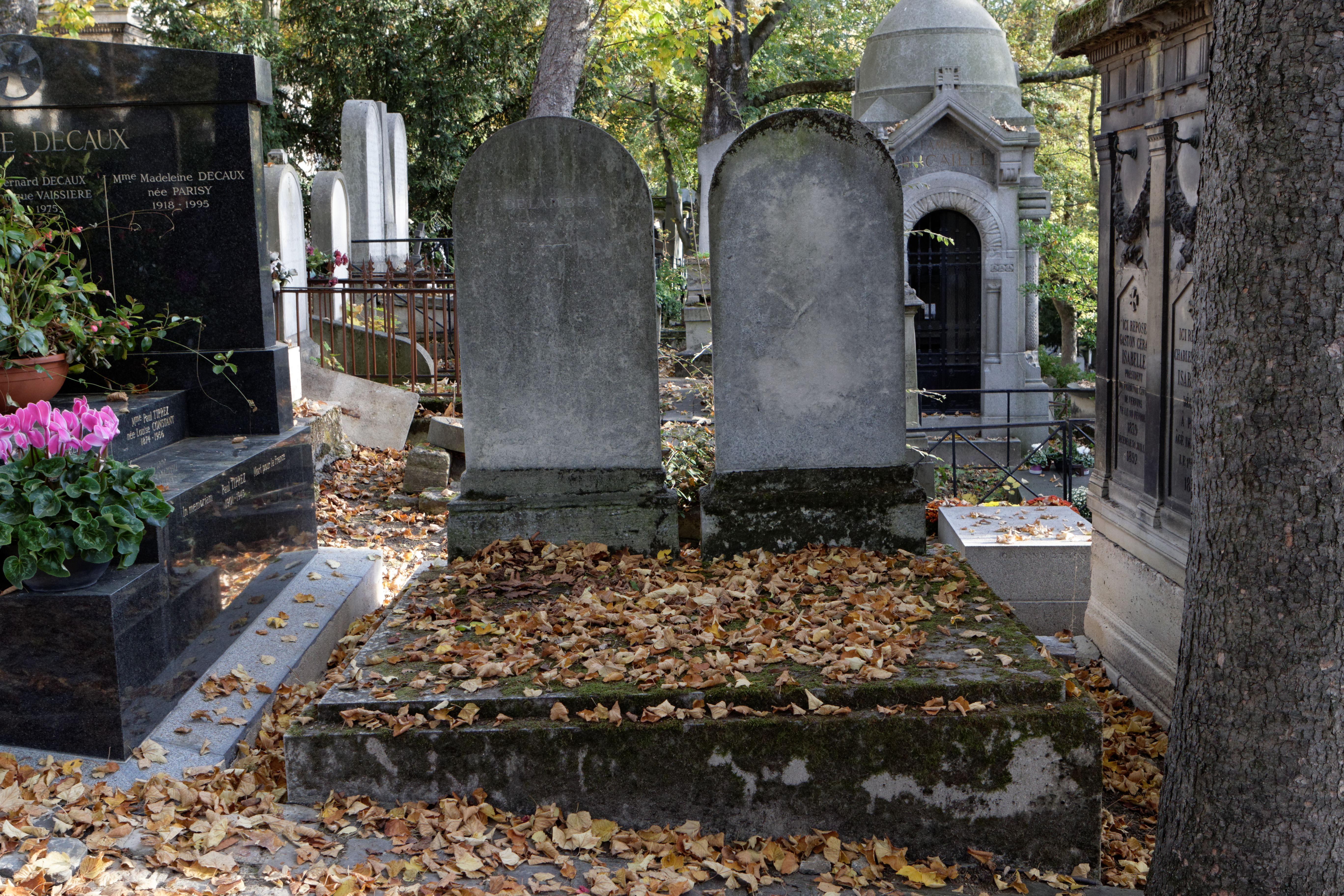
Tombe au cimetière du Père-Lachaise.

- Un cratère sur la Lune porte son nom : le cratère Delambre.
- L'astéroïde (13962) Delambre porte également son nom.
- Paris :
  - Son nom est inscrit sur la tour Eiffel.
  - Une rue du 14e arrondissement de Paris porte son nom.

- Amiens :
  - Une rue du centre-ville porte le nom de rue Delambre.
  - Un lycée porte son nom.

## Armoiries
| Figure | Blasonnement |
|        | Armes de Jean-Baptiste Joseph Delambre, chevalier de l'Empire : De sable, à la fasce cousue de gueules chargée de l'insigne des chevaliers légionnaires, semé en chef d'étoiles d'argent parmi lesquelles deux plus grandes, l'une à dextre au premier point, l'autre à sénestre vers l'angle inférieur; en pointe, un globe terrestre d'or et d'argent ceint d'un méridien de sable. |
|        | Armes de Jean-Baptiste Joseph Delambre, baron de l'Empire : De sable, semé d'étoiles d'argent en chef, et un globe terrestre du même en pointe, ledit globe entouré d'un annelet de sable en direction verticale ; au canton des Barons tirés des Corps Savants brochant., |

### Filmographie
- Un mètre pour mesurer le monde, film documentaire d'Axel Engstfeld, ARTE, Allemagne, 2010, 55 min.